# RTEMS
RTEMS（多处理系统实时可执行体）是一个为嵌入式系统而设计的自由的开源实时操作系统。
在缩写词RTEMS取其现在的含义之前，初始时代表导弹系统实时可执行体，然后变成了军用系统实时可执行体。
RTEMS曾被移殖到多個以不同類型的中央處理器（CPU）為基礎的電腦系統上。這些電腦系統所採用的CPU，計有：ARM、i386、m68k、MIPS、PowerPC、SH等多種不同的處理器。RTEMS被设计为支持多种开放的API如POSIX和uITRON。FreeBSD和TCP/IP栈还有多种文件系统也被支持。OAR公司当前在维护和管理RTEMS项目。RTEMS也被一些EPICS站点所使用。
RTEMS是在GPL授权条款下分发，但它允许将RTEMS的目标文件链接至其它文件而不需将整个文件以GPL授权覆盖，这方面有点像LGPL。